# Вргорска Крајина
Вргорска Крајина, понекад називана и Вргорачка Крајина, је географско подручје у унутрашњости Далмације, у залеђу Биокова на крајњем истоку Сплитско-далматинске жупаније . Има површину од 270,32 km² и обухвата подручје града Вргорца.
Неки извори разликују Вргорску Крајину и Жупу. Према овим изворима, жупа је део Вргорске крајине. Била је то жупа Врхдол, која се звала и Горска жуп, а обухватала је тадашња села Загвозд, Жупа, Грабовац и Рашћане и делове територије са друге стране данашње границе између Хрватске и Босне и Херцеговине.

## Литратура
- Vjeko Vrčić: Vrgorska krajina, Župski ured Vrgorac, Vrgorac, 1972.